# Carcelia formosa
Carcelia formosa là một loài ruồi trong họ Tachinidae.